# Extreme Movie
Extreme Movie is een Amerikaanse parodiefilm uit 2008 onder regie van Adam Jay Epstein en Andrew Jacobson. De productie bestaat uit een aaneenschakeling van sketches waarin situaties uit de seksuele belevingswereld van tieners centraal staan.

## Verhaal
Tiener Chuck (Muniz) verliest zijn maagdelijkheid aan zijn vriendin (Ashley Schneider), waarna blijkt dat ze extreem wil gaan experimenteren.

## Rolverdeling
| Acteur           | Personage   |
| ---------------- | ----------- |
| Frankie Muniz    | Chuck       |
| Ashley Schneider | Betty       |
| Ryan Pinkston    | Mike        |
| Rachel Specter   | Rachel      |
| Jake Sandvig     | Hank        |
| Rob Pinkston     | Griffin     |
| Andy Milonakis   | Justin      |
| Matthew Lillard  | Zichzelf    |
| Jamie Kennedy    | Mateus      |
| Danneel Harris   | Melissa     |
| Joanna García    | Sweetie-Pie |
| Michael Cera     | Fred        |
| Mindy Sterling   | Jane        |